# Mikio Satō
Mikio Sato (em japonês: 佐藤 幹夫 Satō Mikio; Tóquio, 18 de abril de 1928 – 9 de janeiro de 2023) foi um matemático japonês conhecido por fundar os campos de análise algébrica, hiperfunções e campos quânticos holonômicos. Foi professor no Instituto de Pesquisa de Ciências Matemáticas em Kyoto.

## Pesquisa
Sato era conhecido por seu trabalho inovador em vários campos, como espaços vetoriais pré-homogêneos e polinômios de Bernstein-Sato; e particularmente por sua teoria da hiperfunção.  Esta teoria apareceu inicialmente como uma extensão das ideias da teoria da distribuição; logo foi conectado à teoria da cohomologia local de Grothendieck, para a qual era uma realização independente em termos da teoria do feixe. Além disso, levou à teoria das microfunções e análise microlocal em equações diferenciais parciais lineares e teoria de Fourier, como para frentes de onda e, finalmente, para os desenvolvimentos atuais na teoria do módulo D. Parte da teoria da hiperfunção de Sato é a teoria moderna dos sistemas holonômicos: PDEs sobredeterminados a ponto de ter espaços de soluções de dimensão finita (análise algébrica).
Na física teórica, Sato escreveu uma série de artigos na década de 1970 com Michio Jimbo e Tetsuji Miwa que desenvolveram a teoria dos campos quânticos holonômicos. Quando Sato recebeu o Prêmio Wolf de Matemática de 2002–2003 , este trabalho foi descrito como "uma extensão de longo alcance do formalismo matemático subjacente ao modelo bidimensional de Ising, e introduziu ao longo do caminho as famosas funções tau". Sato também contribuiu com trabalhos básicos para a teoria não-linear do sóliton, com o uso de Grassmannianos de dimensão infinita.
Na teoria dos números, ele e John Tate colocaram independentemente a conjectura de Sato–Tate sobre funções L por volta de 1960.
Pierre Schapira comentou: "Olhando para trás, 40 anos depois, percebemos que a abordagem de Sato para a matemática não é tão diferente da de Grothendieck, que Sato teve a incrível temeridade de tratar a análise como geometria algébrica e também foi capaz de construir as equações algébricas e ferramentas geométricas adaptadas aos seus problemas".

## Morte
Satō morreu no dia 9 de janeiro de 2023, aos 96 anos de idade.